# 左海誠二
左海 誠二（さかい せいじ、1975年5月4日 - 2023年8月20日）は、日本の元調教師、元騎手。地方競馬教養センター長期騎手課程第57期生で、同期に現調教師の佐藤裕太などがいる。前千葉県騎手会会長。
弟の左海修三も同じく船橋競馬場に所属した元騎手（現在同じく岡林光浩厩舎所属で調教厩務員）。

## 来歴
デビューは1993年。当初は叔父の船橋競馬場・北川亮厩舎に所属していた。その後、同師の逝去により岡林光浩厩舎所属になった。
1994年全日本新人王争覇戦に出場し2着。
1998年浦和・ゴールドカップでアローセプテンバーに騎乗して勝利、南関東重賞初制覇。
2000年大井・グランドチャンピオン2000でマキバスナイパーに騎乗して勝利、南関東G1初制覇。
2002年フローラステークスでニシノハナグルマに騎乗して勝利、中央競馬初勝利を重賞で飾る。さらに、同年ユニコーンステークスで自厩舎のヒミツヘイキに騎乗して優勝。
2009年5月8日第2回船橋競馬5日目第4競走C3選抜馬戦をマスカレイダーで優勝（14頭立て2番人気）し、7410戦目で地方競馬通算1000勝達成。同年自身初の年間100勝を達成。
2013年はインサイドザパークで東京ダービーを初制覇。また、浦和開催リーディングジョッキーとなった。
2014年、調教師に転身した同期である佐藤裕太の後任の千葉県騎手会会長に就任した。同年8月12日、大井競馬第6競走をゼンノファーストで勝利し、地方競馬通算1500勝を達成。
2019年8月20日浦和競馬第2競走をトモノクリスタルで勝ち、地方競馬通算2000勝を達成した。
2020年千葉県騎手会会長を退任（同会顧問相談役に就任）。同年12月16日、川崎競馬・全日本2歳優駿でアランバローズに騎乗し1着、デビュー27年目でダートグレードGI(JpnI)級競走初制覇。
2022年11月11日、地方競馬全国協会より「令和4年度第2回調教師・騎手免許試験」の合格者が発表され、調教師免許に合格。同年11月30日の船橋競馬をもって、騎手を引退、同年12月1日付で調教師免許が交付された。騎手引退セレモニーは同年12月17日に船橋競馬場で行われた。
2023年5月24日付で厩舎を開業したが、同年8月20日5時50分、急性心筋梗塞のため死去した。48歳没。

## その他
南関東リーディングは、2004年12位、2005年・2006年9位、2007年11位、2008年9位。船橋競馬場所属騎手では、石崎駿、本橋孝太らと鎬を削っている。
中央競馬では通算9勝だが、うち3勝が重賞であった。

## 主な重賞勝ち鞍
太文字はGI/JpnI級競走を示す。
- 南関東:
  - 船橋競馬
    - 東京湾カップ（1998年アローセプテンバー）
    - 日本テレビ盃（2002年マキバスナイパー）
    - クイーン賞（2003年メイプルスプリング）
    - 報知グランプリカップ（1999年アローセプテンバー、2000年マキバスナイパー、2003年ヒミツヘイキ）
    - 京成盃グランドマイラーズ（1999年アローセプテンバー、2008年コアレスデジタル）
    - 平和賞（2001年ヒミツヘイキ、2007年：ノースダンデー、2012年インサイドザパーク、2015年アンサンブルライフ）
    - 船橋記念（2001年マキバスナイパー、2017年フラットライナーズ）
    - ブルーバードカップ（2004年トミケンウイナー）
    - 習志野きらっとスプリント（2016年フラットライナーズ、2019・2020年ノブワイルド[6]）
    - 若潮スプリント（2021年ファイナルキング）

  - 大井競馬
    - 東京シティ盃（2000年アローセプテンバー）
    - グランドチャンピオン2000（2000年マキバスナイパー）
    - 東京記念（1999・2001年マキバスナイパー）
    - 羽田盃（2006年サンキューウィン）
    - TCKディスタフ（2007年、08年パフィオペディラム）
    - 東京2歳優駿牝馬（2009年プリマビスティー）
    - 東京ダービー（2013年インサイドザパーク、2021年アランバローズ）
    - 勝島王冠（2014年ハブアストロール）
    - 京浜盃（2015年オウマタイム）
    - 東京プリンセス賞 (2019年トーセンガーネット[6])
    - ゴールドジュニア（2020年アランバローズ）
    - ハイセイコー記念（2020年アランバローズ）

  - 川崎競馬
    - 報知オールスターカップ（1999年アローセプテンバー）
    - スパーキングサマーカップ（2006年イシノダンシング）
    - 川崎マイラーズ（2009年ノースダンデー）
    - 鎌倉記念（2007年ヴァイタルシーズ、2008年ノーステイオー、2012年インサイドザパーク、2022年ヒーローコール）
    - 戸塚記念（2017年カンムル）
    - クラウンカップ（2006年サンキューウィン、2018年：スプリングマン[6]）
    - 全日本2歳優駿（2020年アランバローズ）

  - 浦和競馬
    - テレビ埼玉杯（1999年アローセプテンバー）
    - しらさぎ賞（2000年キングリファール）
    - 彩の国浦和記念（2000、02年マキバスナイパー）
    - ゴールドカップ（1998年アローセプテンバー、2009年ノースダンデー＝レコード、2014年リアライズリンクス）
    - 桜花賞（2004年カネマサヴィーナス、2019年トーセンガーネット[6]）
    - オーバルスプリント（2009年ノースダンデー、2018・2019年ノブワイルド[6]）
    - 埼玉新聞杯→埼玉新聞栄冠賞（2000年マキバスナイパー、2017年カンムル）
- 他地区
  - 岩手競馬
    - みちのく大賞典（2003年マキバスナイパー）
    - クラスターカップ（2017年ブルドッグボス）
    - ハヤテスプリント（2018年アヴァレソー[6]）

  - 高崎競馬
    - フリーダムカップ（2004年アイアンダッシュ）

- 中央競馬
  - フローラステークス（2002年ニシノハナグルマ）
  - ユニコーンステークス（2002年ヒミツヘイキ）
  - アイビスサマーダッシュ（2003年イルバチオ）